# شهرستان دونگ‌لیاو
شهرستان دونگ‌لیاو (به چینی: 东辽县) یک شهرستان در استان جی‌لین چین است که در تابعیت شهر لیاویوان قرار دارد. شهرستان دونگ‌لیاو ۲٬۱۸۴٫۴۰ کیلومتر مربع مساحت و ۲۲۶٬۱۸۵ نفر جمعیت دارد و ۲۷۲ متر بالاتر از سطح دریا واقع شده‌است.

## تقسیمات اداری
شهرستان دونگ‌فنگ به ۹ شهرک و ۴ قصبه تابعه تقسیم شده است. 
- شهرک آن‌شو (安恕镇، Ānshù zhèn)
- شهرک آن‌شی (安石镇، Ānshí zhèn)
- شهرک بای‌چوان (白泉镇، Báiquán zhèn)
- شهرک پینگ‌گانگ (平岗镇، Pínggǎng zhèn)
- شهرک جیان‌آن (建安镇، Jiàn'ān zhèn)
- شهرک چوان‌تای (泉太镇، Quántài zhèn)
- شهرک لیاوهه‌یوان (辽河源镇، Liáohéyuán zhèn)
- شهرک وئی‌جین (渭津镇، Wèijīn zhèn)
- شهرک یون‌دینگ(云顶镇، Yúndǐng zhèn)

- قصبه جیاشان (甲山乡، Jiǎshān xiāng)
- قصبه جین‌ژوو (金洲乡، Jīnzhōu xiāng)
- قصبه زومین (足民乡، Zúmín xiāng)
- قصبه لینگ‌یون (凌云乡، Língyún xiāng)